# اقتراح سحب الثقة من عمران خان
في أبريل 2022، أدى اقتراح حجب الثقة من عمران خان إلى إقالته من منصبه كرئيس وزراء باكستان. واستنادًا إلى حد كبير إلى نظام وستمنستر التشريعي، يحظى رئيس الوزراء بثقة أغلبية أعضاء المجلس الأدنى (المجلس الوطني الباكستاني)، بموجب البند (2أ) من المادة 91 من دستور باكستان. وقد تضافرت جهود العديد من أحزاب المعارضة لتقديم اقتراح بسحب الثقة من عمران خان إلى الجمعية الوطنية. وقد أدى ذلك في النهاية إلى إقالة خان من منصبه، حيث أقرّ المجلس الأدنى الاقتراح بأغلبية الأصوات.
تم اتخاذ قرار تقديم اقتراح بسحب الثقة من رئيس الوزراء الحالي عمران خان من حركة الإنصاف الباكستانية (PTI) - الذي شغل المنصب منذ انتخابات عام 2018 - في قمة أحزاب المعارضة، الموحدة تحت تحالف الحركة الديمقراطية الباكستانية (PDM). وفي حديثه في مؤتمر صحفي مشترك، قال زعيم المعارضة آنذاك شهباز شريف إن الاقتراح قُدم بسبب الأداء الضعيف للحكومة في المؤشرات الاقتصادية والاجتماعية خلال السنوات الأربع لوزارة خان. في الفترة التي سبقت اقتراح سحب الثقة، واجهت حركة الإنصاف الباكستانية التابعة لخان أيضًا انشقاقات من بعض المشرعين داخل صفوفها، مما شجع المعارضة على تقديم الاقتراح.
في 8 مارس 2022، قدم ممثلو أحزاب المعارضة اقتراحًا ضد عمران خان في الجمعية الوطنية سعياً لإقالته من منصبه، متهمين نظامه الهجين المزعوم بسوء الإدارة، والاستغلال السياسي للمعارضين، وسوء إدارة الاقتصاد والسياسة الخارجية. ويُزعم أن هذه العوامل ساهمت أيضًا في خلاف خان مع المؤسسة العسكرية الباكستانية، التي ظلت داعمًا رئيسيًا لحكومته.
قال عمران خان أنه كان بحوزته برقية دبلوماسية مؤرخة في 7 مارس، والتي أصدرت فيها حكومة الولايات المتحدة "تهديدًا" مفاده رغبتها في رؤية إقالة خان من منصبه، مع النص على أن باكستان سوف "تُسامح" إذا نجح الاقتراح ضده. وقال أن الولايات المتحدة كانت غير راضية عن السياسة الخارجية لخان وزيارته إلى روسيا.